# Olgierd Wojtasiewicz
Olgierd Adrian Wojtasiewicz (ur. 11 grudnia 1916 w Kielcach, zm. 7 kwietnia 1995 w Warszawie) – polski językoznawca sinolog, tłumacz.

## Życiorys
Urodził się w rodzinie Zbigniewa (zm. 1945) i Adeli z Głuchowskich (1889–1980). Przez całe życie był związany z Uniwersytetem Warszawskim, najpierw jako student prawa i sinologii, od 1946 jako wykładowca, a od 1976 profesor Wydziału Neofilologii. W latach 60. założył Wyższe Studium Języków Obcych (później Instytut Lingwistyki Stosowanej UW). Od 1946 aż do przejścia na emeryturę w 1987 pełnił funkcję kierownika Katedry Lingwistyki Formalnej (początkowo był to stworzony przez niego w 1962 Zakład Lingwistyki Stosowanej przy Katedrze Językoznawstwa Ogólnego). Sprawował stanowisko dziekana Wydziału Neofilologii (1972–1978) oraz senatora UW (1978–1980).
W 1955 został uhonorowany zespołową Nagrodą Państwową III stopnia za opracowanie i przekład dzieła Czuang-tsy.
Wojtasiewicz był członkiem m.in. Towarzystwa Naukowego Warszawskiego (TNW), Zarządu Polskiego Towarzystwa Semiotycznego, Związku Literatów Polskich oraz jednym z członków założycieli Stowarzyszenia Tłumaczy Polskich. Pracował w Biuletynie Angielskim Polskiej Agencji Prasowej, gdzie zajmował się tłumaczeniem polskich wiadomości agencyjnych. Tłumaczył na angielski prace polskich uczonych (m.in. Tatarkiewicza, Kotarbińskiego, Rasiowej, Szackiego). Był autorem przekładów na język polski literatury pięknej chińskiej (Lu Xun, Zhuangzi) i angielskiej (T.S. Eliot, R. Duncan). W jego dorobku znalazły się także przekłady o tematyce prawniczej – jednym z ważniejszych było tłumaczenie na angielski polskiego kodeksu cywilnego. Jego praca oraz publikacje naukowe (m.in. w „Studia Logica”, „Studiach Semiotycznych” czy „Poradniku Językowym”) w znacznym stopniu przyczyniły się do rozwoju językoznawstwa w Polsce.
Zmarł w Warszawie, pochowany na cmentarzu Komunalnym Północnym (kwatera W-X-1-13-15).

## Teoria przekładu
Olgierd Wojtasiewicz jest nazywany ojcem polskiej translatoryki. Jego poglądy na temat przekładu są osadzone w tradycji językoznawczej, chociaż mocno podkreśla też wagę różnic kulturowych, które często stanowią wyzwanie dla tłumaczy.
Wstęp do teorii tłumaczenia (1957) to jedna z pierwszych publikacji naukowych na temat tłumaczenia w Polsce. Jej celem było opisanie pewnych problemów, jakie napotyka tłumacz w procesie przekładu. Książkę wznowiono po blisko czterdziestu latach. Pod pewnymi względami można ją nazwać dziełem prekursorskim – „stała się jakby zwiastunem czasów, jakie miały nadejść później”.
Podstawowe założenia teoretyczne Wojtasiewicza:
- teksty są sygnałami odpowiadającymi pewnym stanom mentalnym;
- tłumaczenie odpowiada oryginałowi, jeśli wywołuje u czytelnika podobną serię skojarzeń.

Wojtasiewicz proponuje własną definicję tłumaczenia:
Operacja tłumaczenia polega na sformułowaniu w pewnym języku odpowiednika wypowiedzenia sformułowanego uprzednio w innym języku (1957:18).
Tekst b w języku B jest odpowiednikiem tekstu a w języku A, jeżeli tekst b wywołuje taką samą reakcję (zespół skojarzeń) u odbiorcy co tekst a (1957: 23).
Formułowane przez Wojtasiewicza idee nawiązują do językoznawstwa kognitywnego, bez użycia wprowadzonej w późniejszych latach terminologii. O wspomnianym prekursorskim charakterze świadczy również fakt, iż mówiąc o „odpowiednikach”, Wojtasiewicz porusza temat ekwiwalencji w przekładzie na dwa lata przed Jakobsonem. Ponadto swoją teorię tłumaczenia opiera na zasadzie wywołania zbliżonego efektu u odbiorcy, wyprzedzając o siedem lat Nidę i stworzone przez niego pojęcie ekwiwalencji dynamicznej.
Wstęp do teorii tłumaczenia skupia się w dużej mierze na problemie nieprzekładalności. Wśród przyczyn tego zjawiska wyróżnione zostają dwie grupy:
- różnice strukturalne między językami (np. różnice w wyrażaniu rodzaju w języku angielskim i polskim, przedimki, następstwo czasów, zdrobnienia oraz problemy fonetyczne czy nawet graficzne);
- różnice pojęciowe między kulturami/językami, tzn. sytuacje, kiedy w języku docelowym nie można oddać pojęć funkcjonujących w języku oryginału („terminy techniczne”, „aluzje erudycyjne”, „aluzje językowe”).

Według autora druga grupa jest dla tłumacza znacznie bardziej problematyczna, np. dialekty geograficzne „prawie nigdy nie są całkowicie przekładalne” (1957: 90). Niemożliwe jest zastąpienie dialektu pochodzącego z języka źródłowego dialektem występującym w języku docelowym, ponieważ posłużenie się konkretną gwarą wywoła u odbiorcy skojarzenia z daną kulturą. Niemniej jednak Wojtasiewicz uważa, że trudności wynikające z różnic kulturowych będą powoli zanikać, głównie dzięki środkom masowego przekazu, które umożliwiają rozpowszechnianie wiedzy o odległych kulturach. Ułatwieniem jest również fakt, iż wiele obcojęzycznych terminów zaczyna funkcjonować w języku docelowym w formie zapożyczeń.
Wyprzedzając swoje czasy, Wojtasiewicz wspomina także o roli tłumaczy w procesie globalizacji. Jego zdaniem ich praca „toruje niełatwą drogę stopniowemu, lecz wyraźnemu wytwarzaniu się jakiejś przyszłej ogólnoludzkiej wspólnoty kulturalnej” (1957: 8).

## Najważniejsze publikacje naukowe
- Ciu Juan (1954)
- Wstęp do teorii tłumaczenia (1957)
- Towards a General Theory of Sign System (1962–1967)
- Formalna i semantyczna analiza polskich spójników (1972)

## Tłumaczenia
- Mao Tun, Przed świtem, Czytelnik, Warszawa 1956, 350 s.
- Czuang-Tsy, Prawdziwa księga południowego kwiatu, przekład wraz z W. Jabłońskim, J. Chmielewskim, PWN, Warszawa, 1953, 364 s.
- Lao Sze, Ryksza i inne opowiadania, Czytelnik, Warszawa, 1953, 317 s.
- Kuo Mo-Żo, Czü Jüan doradca królewski: dramat w 5 aktach, Czytelnik, Warszawa, 1952, 138 s.
- Kuo Mo-Żo, Pisma wybrane (tł. z chińskiego i angielskiego wraz z Haliną Smisniewicz-Andrzejewską, Włodzimierzem Lewikiem), Państwowy Instytut Wydawniczy, Warszawa, 1955, 205 s.
- Mao Tse-Tung, Szesnaście wierszy (przeł. A. Braun, Julia Hartwig, Artur Międzyrzecki, Tadeusz Kubiak, Andrzej Mandalian, Witold Wirpsza, Wiktor Woroszylski i W. Jabłoński) Olgierd Wojtasiewicz – opracowanie filologiczne, Państwowy Instytut Wydawniczy, Warszawa, 1959, 32 s.
- Lu Xun, Opowiadania, Czytelnik, Kraków, 1951, 177 s.
- Qu Yuan, K'ü Jüana pieśni z Cz'u (przeł. z chińskiego i opatrzyli przypisami J. Chmielewski, W. Jabłoński, O. Wojtasiewicz; wstęp i red. ogólna W. Jabłoński; przedm. J. Chmielewski), PWN, Warszawa, 1958, 195 s.
- Thomas Stearns Eliot, Wybór dramatów (przeł. J. Sito, O. Wojtasiewicz, A. Przedpełska-Trzeciakowska; wybrał i posł. opatrzył M. Sprusiński), Wydawnictwo Literackie, Kraków, 1982, 378 s.
- Robert Half, Jak znaleźć, zatrudnić i zatrzymać najlepszych pracowników, Wydawnictwa Naukowo-Techniczne, Warszawa, 1995, 246 s.
- Richard Henry Tawney, Religia a powstanie kapitalizmu, Książka i Wiedza, Warszawa, 1963, 316 s.
- Norbert Wiener, Cybernetyka a społeczeństwo, Książka i Wiedza, Warszawa, 1961, 214 s.
- Władysław Wacław Adamski, (tłum. O. Wojtasiewicz et al.) Cries and conflicts: the case of Poland 1980–81, PWN, Warszawa, 1982, 313 s.
- Kazimierz Ajdukiewicz, Pragmatic logic, D. Reidel Publishing Company, Dordrecht/Boston, 1974, 460 s.
- Lena Kolarska-Bobińska, Aspirations, values and interests: Poland 1989–94, IFiS Publishers, Warszawa, 1994, 171 s.
- Henryk Fiszel, Investment efficiency in a socialist economy (tłum. O. Wojtasiewicz, ed. P.F. Knightsfield), Pergamon Pr ess, Oxford, 1966, 202 s.
- Henryk Greniewski, Cybernetics without mathematics, Pergamon Press, Oxford, 1960, 201 s.
- Andrzej Grzegorczyk, An outline of mathematical logic: fundamental results and notions explained with all details, D. Reidel Publishing Company, Dordrecht, 1974, 596 s.
- Andrzej Karpiński, Problems of socialist industrialization in Poland (tłum. I. Dobosz, O. Wojtasiewicz), Państwowe Wydawnictwo Ekonomiczne, Warszawa, 1963, 255 s.
- Tadeusz Kotarbiński, Praxiology: an introduction to the sciences of efficient action, Pergamon Press, Oxford, 1965, 219 s.
- Tadeusz Kotarbiński, Gnosiology: the scientific approach to the theory of knowledge, Pergamon Press, Oxford, 1966, 548 s.
- Jan Łukasiewicz, Elements of mathematical logic, Pergamon Press, 1966, 127 s.
- Jerzy Pelc, Studies in functional logical semiotics of natural language, Mouton, Haga, 1971, 238 s.
- Jerzy Pelc, Semiotics in Poland 1894–1969, D. Reidel Publishing Company, Boston, 1978, 504 s.
- Adam Shaff, Introduction to semantics, Pergamon Press, Oxford, 1964, 395 s.
- Urszula Wybraniec-Skardowska, Theory of language synta: categorial approach, Kluwer Academic Publishers, Dordrecht/Boston, 1991, 247 s.
- Jerzy Słupecki; Ludwik Borkowski, Elements of mathematical logic and set theory, Pergamon Press, Oxford, 1967, 349 s.
- Ignacy Tarski, The Time factor in transportation processes, Elsevier, Amsterdam, 1987, 259 s.
- Jerzy Topolski, Methodology of history, D. Reidel Pub. Co., Boston/Dordrecht, 1976, 690 s.
- Jerzy Topolski, An outline history of Poland, Interpress, Warszawa, 1986, 315 s.